# میلتون اس پلست
میلتون اس پلست (انگلیسی: Milton S. Plesset؛ زاده ۷ فوریهٔ ۱۹۰۸ – درگذشته ۱۹ فوریهٔ ۱۹۹۱) یک فیزیک‌دان و مهندس در زمینه دینامیک شاره‌ها اهل ایالات متحده آمریکا بود.